# Michael Land
Michael Z. Land is een Amerikaanse componist voornamelijk bekend van computerspelmuziek voor spellen van LucasArts.

## Carrière
Land startte zijn carrière in 1990 bij Lucasfilm Games, het bedrijf dat tegenwoordig bekend is als LucasArts. Hij werd de eerste componist binnen het bedrijf en werkte hier aan The Secret of Monkey Island.
Wat Land stoorde in computerspellen was dat de muziek zich niet aanpaste aan de werkelijke spelsituatie. Anno 1990 gebruikten de meeste computerspellen wel een of meerdere muziektracks en werden er geluidseffecten gebruikt, maar dat was volgens hem niet voldoende. Zo was er een te abrupte overschakeling tussen de muziektracks. 
Om onder andere dit probleem op te lossen, ontwierp hij samen met Peter McConnell het iMUSE-muzieksysteem. Dat systeem werd door LucasArts gepantenteerd en werd voor het eerst gebruikt in het spel Monkey Island 2: LeChuck's Revenge.

## Computerspellen
Land was componist en verleende zijn medewerking aan onder andere volgende spellen:
- Afterlife
- Ballblazer Champions
- Day of the Tentacle[2]
- Day of the Tentacle: Remastered
- Escape from Monkey Island[3]
- Full Throttle[4]
- Full Throttle: Remastered
- Grim Fandango[2]
- Grim Fandango: Remastered
- Herc's Adventures
- Indiana Jones and the Fate of Atlantis[5]
- Masterblazer
- Monkey Island 2: LeChuck's Revenge[6]
- Monkey Island 2: LeChuck's Revenge - Special Edition
- Night Shift
- Outlaws
- Psychonauts 2
- Psychonauts
- Return to Monkey Island[7]
- Sam & Max Hit the Road
- Secret Weapons of the Luftwaffe
- SimCity 4
- Star Wars: Anakin's Speedway
- Star Wars: Dark Forces
- Star Wars: DroidWorks
- Star Wars: Episode I: The Phantom Menace
- Star Wars: Episode I: Jedi Power Battles
- Star Wars: Episode I: Racer
- Star Wars: Episode I: The Gungan Frontier
- Star Wars: Force Commander
- Star Wars: Jedi Knight - Mysteries of the Sith
- Star Wars: Rebel Assault
- Star Wars: TIE Fighter
- Star Wars: X-Wing Alliance
- Star Wars: X-Wing[8]
- Star Wars: Yoda's Challenge - Activity Center
- Tales of Monkey Island[9]
- The Bard's Tale
- The Curse of Monkey Island[10]
- The Dig[4]
- The Secret of Monkey Island[11]
- The Secret of Monkey Island: Special Edition
- Thrillville
- Wak-a-Rat

## Gerelateerd
- Clint Bajakian